# Brevoortia pectinata
Brevoortia pectinata és una espècie de peix pertanyent a la família dels clupeids.

## Descripció
- Pot arribar a fer 35 cm de llargària màxima.
- 16 radis tous a l'aleta dorsal i 19 a l'anal.
- L'esquena és de color blau verdós, els costats i el ventre platejats, i les aletes groc daurat.[5][6]

## Alimentació
Menja plàncton.

## Hàbitat
És un peix marí i d'aigua salabrosa, pelàgic-nerític i de clima subtropical (30°S-40°S, 60°W-48°W).

## Distribució geogràfica
Es troba a l'Atlàntic sud-occidental: des de Santos (estat de São Paulo, el Brasil) fins a la desembocadura del riu de la Plata (l'Argentina).

## Observacions
És inofensiu per als humans.